# Román parasztháború
A román parasztháború vagy román parasztfelkelés 1907-ben zajlott le az akkori Román Királyság területén, amely a két fő régiót, Moldvát és Havasalföldet lángba borította. Sokan Európa utolsó parasztfelkeléseként emlegetik a román parasztháborút. (Ezt követően, 1920-ban került sor Oroszországban az Antonov-féle parasztfelkelésre.) A felkelés leverését véres megtorlások kísérték. Sok közös vonása van az 1989. évi román forradalommal, többek között abban, hogy mindkét megmozdulást a végsőkig feszített húrok generálták: mind 1907-ben, mind 1989-ben óriási volt a létbizonytalanság, nem volt élelem és sokan az éhenpusztulás szélére kerültek, mialatt a magasabb rangú személyek hihetetlen jólétben éltek.

## Előzmények
Romániában a társadalmi változások és gazdasági fejlődés jellemzően lassan ment végbe. Moldvában is a 19. század második feléig nem törölték el a rabszolgaságot. A két román fejedelemség egyesülését megelőzően sem volt ismeretlen a bojárok, az uralkodó, vagy akár az egyház kizsákmányoló politikája, mely máskor is okozott nagy felkeléseket. Az effajta népmozgalmak gyakorta léptek fel erős politikai tényezőként, általuk jutottak új fejedelmek a trónra.
A román parasztok nagyon kicsi háztáji földekkel bírtak, a többi földterület a bojárok, az egyház és zsidó bérlők kezén volt. Igen aktívak voltak az uzsorások, akiktől a parasztok kénytelenek voltak kölcsönöket kérni, ám mikor a törlesztés ideje eljött gyakran 100%-os kamatot követeltek a kapzsi uzsorások.
A feszültség az elnyomók és az elnyomottak között évről évre nőtt, jóllehet a parasztok törvényes úton igyekeztek jogokat kiharcolni kezdetben, így például a háztáji földeket akarták megváltani, vagy legfeljebb a földbérleti szerződések szabályozását elérni. Egyikre sem voltak hajlandóak a bojárok és az állami vezetők.
Az egyes bérleti szerződéseknél nem volt ritka a csalás, széles körű volt a korrupció, sőt a nemesi családok nagy összegű vagyonokat halmoztak fel külföldön is.
Fejletlen volt az ország mezőgazdasági rendszere, minthogy a bojárok keveset költöttek fejlesztésekre, helyette minél több hasznot törekedtek kifacsarni a parasztokból. Igen nagy volt a zsidó bérletek száma, ők kezelték a földterületek kb. 10%-át, elsősorban Észak-Moldvában, míg a többi 50% fölött a nagybirtokosok rendelkeztek, addig csupán 40% jutott a parasztságnak. Ez igen erősen táplálta az antiszemita érzelmeket. Olyan nyomorúságos falvak álltak Havasalföldön, ahol a házak mindössze egyetlen helyiségből, vagy csak földkunyhókból álltak. Gyakran követtek el a parasztokkal szemben visszaéléséket és számos igazságtalanságot a hatóságok és bérlők egyaránt.
Erdélyben is igen nehezen élt a román parasztság a magyar, vagy a szász emberekhez képest, ám összehasonlítva romániai honfitársaikkal életszínvonaluk aránylag jobb volt. Magyarországon már a 19. század végén kibontakozóban voltak a paraszti- és baloldali mozgalmak az ország keleti végében, s ez Romániában sem volt másképp. Ion Brătianu vezetésével a román liberálisoknak egy olyan új generációja jött, amelynek progresszív szemléletű képviselői sürgették a társadalmi reformokat. De a próbálkozások sorozatosan csődöt mondtak, sőt bizonyos körök igyekeztek durva antiszemita propagandával is hergelni a kisemmizett embereket, még olyan területeken is, ahol zsidó bérlők egyáltalán nem akadtak.
1888-ban felütötte a fejét egy parasztlázadás, hatására pedig 1903 és 1904 között törvényeket hoztak a középparaszti gazdaságok erősítésére és szövetkezek támogatására, illetve vámokat vetettek ki külföldi agrártermékekre a belső piac védelme érdekében, ami viszont cseppet sem könnyített a földnélküli és szerződésektől terhelt emberek helyzetén. Sőt a vámok kivetésével is csak a bojárok és tőkések húztak hasznot.
Létezett egy másik erő is, amely főleg a török elleni szabadságharc hajdani veteránjait tömörítette, kik szintén nem bírtak földdel és a hazáért tett szolgálatukat szinte senki nem fogadta hálával. 1906-ban, a függetlenség évfordulóján is kongresszust hívtak össze, amelyben petícióval fordultak I. Károlyhoz, aki válaszra sem méltatta őket. Ezt követően Alexandru Vălescu tanító egy kongresszus keretében a szegény falvak szövetkezésének megteremtését tűzte ki célul.

## A felkelés kirobbanása
1905-ben és 1906-ban helyi szintű megmozdulások felütötték fejüket, de annyira elszigeteltek voltak, hogy a csendőrség könnyen leverte őket. Ám a mozgolódást nem lehetett elnyomni, mert a hihetetlen nyomorban a helyzet csak kiélezettebbé válhatott és nem tompult.

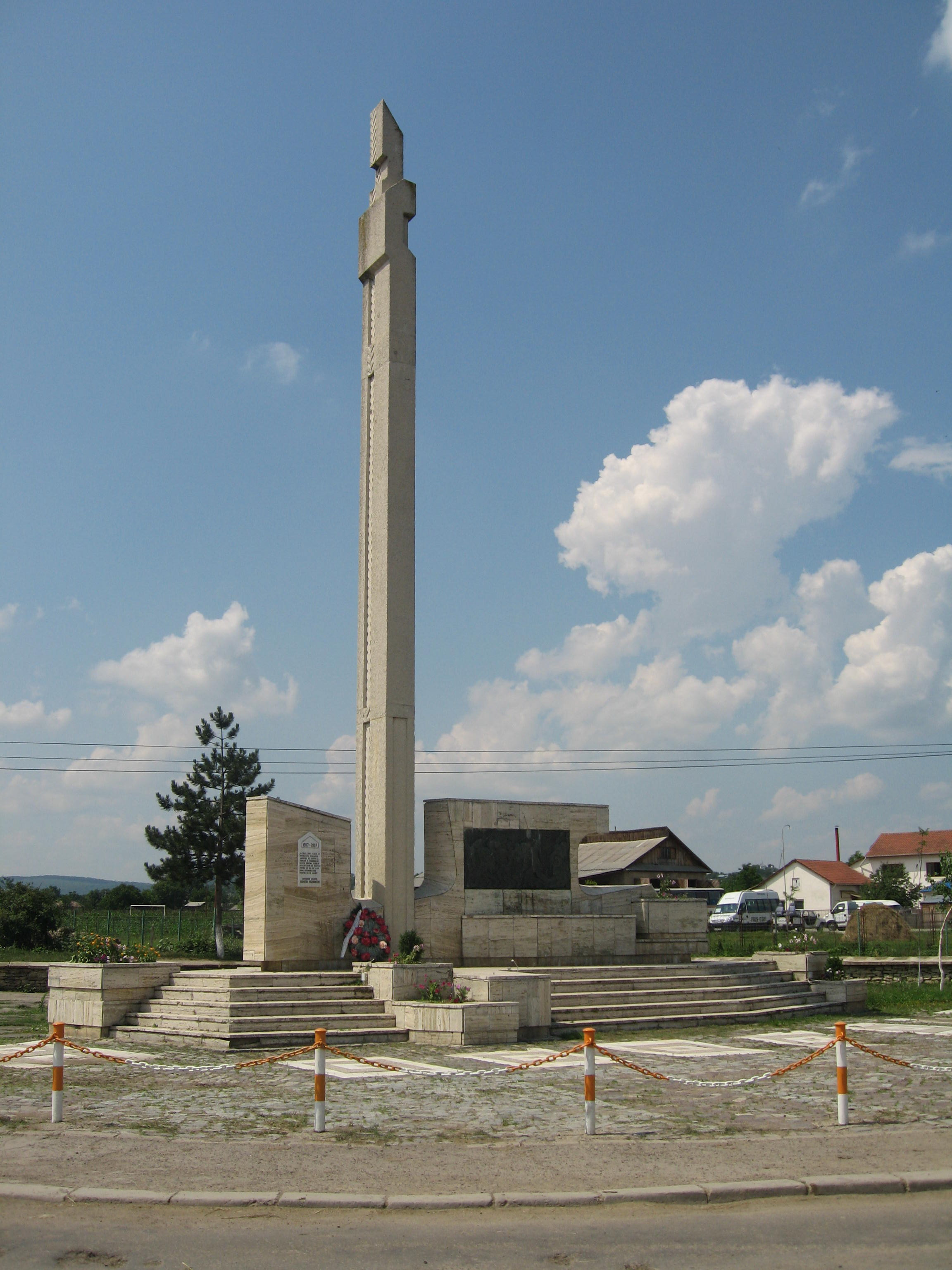
Emlékmű a felkelés kirobbanásának helyszínén, Flamonzában. A település neve az éhségre utal

A felkelés Flamonza (Flămânzi) településen kezdődött Botoșani megyében 1907. február 8-án. Itt egy ausztriai eredetű zsidó család, a Fischerek kezében voltak a bérleti szerződések, de a család nem kívánt újabb bérletet kötni a parasztokkal. A család három megyében bírt nagy területű földekkel, amelyeket Fischerlandnak neveztek, mivel szinte teljes önállóságban vezették őket. Az év elején már súlyos élelemhiány volt az országban, a tél pedig igen keménynek bizonyult és a szerencsétlen pórnép attól rettegett, hogy munka nélkül marad. Kalman Fischernek már tavaly is volt afférja egy bérlet körül az emberekkel, melyben egyházi földek műveléséről kötöttek szerződést. Az egyezséget ellenben Fischer akkor nem tartotta be. Riválisai háttérbeszorítására még túllicitálásokat is tett és számos ígéretet, hogy a földműveseket a maga oldalára állítsa. Hanem amikor a bérleti szerződés megújítása jött volna, Fischer már visszakozott, mire az emberek erőszakosan követelték Fischertől a bérleti szerződések meghosszabbítását, melyre Fischer és barátja félelemből ráállt. Ennek ellenére egy állítólagos magyar személy tovább agitálta a parasztokat és még aznap felkelés tört ki a településen. Ennek híre szétterjedt a faluban, majd végül egész Moldvában. A fellázadt parasztok kemény antiszemita felkiáltásokkal rohamozták meg a bérlőket és egyéb földtulajdonosokat, egyeseket megöltek, másokat súlyosan megsebesítettek.
Február 25-én már a csendőrség kezdett visszaszorulni a felkelőkkel szemben. Február 28-án sorkatonáknak kellett fellépniük. Március 4-én Botoşani városát teljesen elfoglalták és kirabolták a felkelők. Itt a katonákkal vívott harcokban sok halálos áldozat is volt. Pár nap múlva már az egész Szeret folyó vidéke lángokban állt, a felkelők kezére jutottak Suliţa és Burdujeni városok. A helyzet olyannyira kritikussá vált, hogy az akkori román konzervatív kormány a liberálisokkal közös döntést próbált hozni, hogy a felelősséget elterelje magáról. Galacban azonban igen súlyos harcok alakultak ki a parasztfelkelők és a katonák között kínosan érintve a konzervatívok, emiatt kormányuk lemondani kényszerólt átadva a hatalmat Dimitrie Sturdza liberális politikusnak.
A galaci események miatt felkelés tört ki Munténiában. Március 7-én az új kormány a hadsereg költségvetésének kiegészítése mellett döntött, de a felkelés tovább terjedt és lángba borította Olténia nyugati felét, csatlakoztak továbbá az egyes nemzetiségek is (délszlávok, tatárok, ukránok, sőt magyarok is). A felkelők Földet akarunk! felkiáltásokkal rohamozták meg a bojár kastélyokat országszerte, melyeket felgyújtottak, az elvett dokumentumokat pedig megsemmisítették. Sok helyen támadtak a falusi zsidókra, többet meg is öltek közülük.
Március 26-án Sturdza összefogta a parlamenti pártokat, melyek egységesen felléptek a parasztok leverése érdekében.
Március 18-án elrendelték a szükségállapotot. Minthogy már a teljes ország, így Dobrudzsa területére kiterjedtek a lázadások ennél fogva parasztháborúnak nevezhetőek az események.
A román hadsereg mozgósítást rendelt és március 29-ig 140 ezer katonát állítottak fegyverbe. Mindenhol tüzet nyitottak a parasztokra, sok helyen ágyukkal lőtték őket ezrek életét oltva ki. Több helyütt valóságos nyílt csaták alakultak ki, de a felkelők nem rendelkeztek elég tűzfegyverrel, sokan mezőgazdasági eszközöket tudtak mindössze használni.
Kormányzati eszközökkel sem lehetett már eredményt elérni és megnövekedett a veszélye a kormány összeomlásának is. A szomszédos országok is tartottak a felkelés átterjedésétől, hisz Oroszországban nemrég zajlott le egy forradalom, valamint Magyarországon is komoly gondot jelentett a parasztság és a munkásság helyzete. A Monarchia Erdélyben készültségbe helyezte hadseregét, ha netán a románok nem tudnák leverni a parasztokat.
A munkásszervezetek támogatták a parasztságot, ámbár a munkások nem kezdeményeztek fegyveres harcot. Az értelmiségiek is mind-mind szót emeltek a felkelőkért. Voltak katonai egységek, amelyek megtagadták a tiszteknek a parancsot, hogy az emberekre lőjenek. Sok katona szintén a szegénysorból került ki, s rokonai, vagy családtagjai voltak a felkelők között.
Az egyes kedvező tényezők ellenére, mivel a parasztok nem tudták megfelelően megszervezni magukat, a kormányerők lassacskán kezdtek felülkerekedni. Maga Brătianu szervezte meg a felkelés elfojtását: katonai övezeteket hoztak létre és nyolc hadtestet alakítottak ki nyolc nagyobb városban, amelyek elindították a rendteremtést. Ezekben a harcokban jeleskedett a későbbi román fasiszta diktátor Ion Antonescu, aki hallatlan kegyetlenkedéssel bánt a felkelőkkel. A parasztháború így végül elbukott március 22-re; következtek a megtorlások. A halálos áldozatok száma nem egészen ismert: külföldi becslések 2500-3000 és 20,000 fő közti halottról számoltak be, míg Brătianu a maga korábban azt állította, hogy az eseményeknek csak 419 halottja volt.

## A parasztháború utóélete
A felkelés véres leverését követően a romániai politikai életben jelentős változások következtek be, mindez nem járt együtt a társadalmi és gazdasági változásokkal. A korábbi állapotok maradtak az országban, így hosszú volt az út az átalakulásig. A parasztháború eseménye a két világháború közötti Románia komoly lelkiismereti válsága volt. A kommunista diktatúra során a rendszer jellemzően igyekezett kisajátítani magának a felkelést. Román antiszemita csoportok pedig a mai napig hangsúlyozzák a zsidó bérlők és tőkések nem pusztán a parasztok, hanem a teljes román nemzet ellen elkövetett gaztetteit, sok esetben viszont túlnagyítják a zsidók szerepét a felkelés kirobbanásában.
Ironikus módon a felkelést emblémaként használó román kommunista rendszer utóbb pontosan olyanná vált, mint az elnyomó uralkodó osztály: Nicolae Ceaușescu káprázatos életmódot élt, s a bojárokhoz hasonlóan (vagy épp őket felülmúlva) semmizte ki Romániát. Hatalma alkonyán a vidék teljes megsemmisítését is eltökélte, ezzel pedig kiprovokálta a forradalom kirobbanását.

## Külső hivatkozások
- A román parasztság 1907-es felkelése
- Pándi Lajos: Köztes-Európa kronológiája 1756-1997
- 1907. A századelő világa egy évszázad távlatából: nagyhatalmi politika, politikai nemzedékváltás, nemzetiségi és társadalmi mozgalmak (1903–1908)